# Мідель-шпангоут

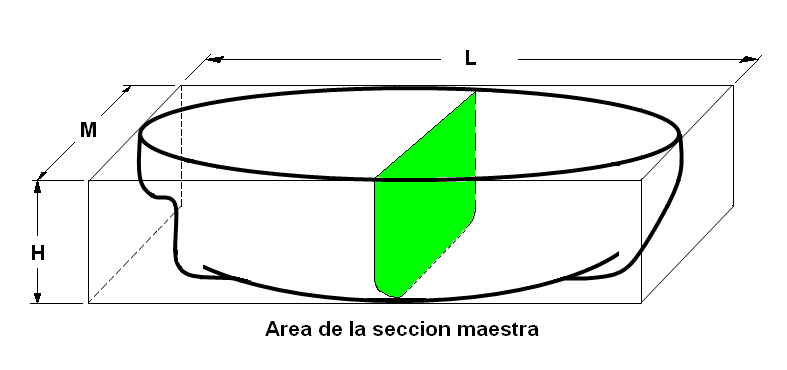
Площина мідель-шпангоута (зафарбована у зелений колір)

Мі́дель-шпанго́ут (у суднобудуванні) — лінія перерізу теоретичної поверхні корпусу судна з площиною мідель-шпангоута.
Площина мідель-шпангоута — вертикальна поперечна площина, що проходить по середині довжини судна між носовим і кормовим перпендикулярами теоретичного кресленика судна.

Знак мідель-шпангоута

Належить до числа основних точок, ліній та площин теоретичного кресленика судна. Може не збігатись з найширшим перерізом корпуса (див. мідель судна). У цій площині зазвичай встановлюють реальний конструктивний елемент — шпангоут.
Площа мідель-шпангоута використовується для обчислення коефіцієнта повноти шпангоута і характеристик лобового опору судна. 
Коефіцієнт повноти шпангоута — відношення площі підводної частини площини шпангоута до площі прямокутника, сторони якого дорівнюють ширині та осадці на цьому шпангоуті по розрахункову ватерлінію.
На теоретичному кресленику мідель-шпангоут, на відміну від решти, номерних шпангоутів, позначається особливим знаком.
Інколи термін «мідель-шпангоут» використовується як скорочення терміна «площина мідель-шпангоута» (згадана вище січна площина), що є не правильним.